# 온양권곡초등학교
온양권곡초등학교는 대한민국 충청남도 아산시에 있는 초등학교다.

## 학교 연혁
- 2001.08.29 온양권곡초 신설 계획 확정
- 2002.06.23 공사 계약 및 착공
- 2003.11.01 준공 완료
- 2004.03.04 제1회 신입생 입학
- 2004.05.04 개교식
- 2007.08.07 학교교육과정운영평가 우수교 교육감 표창
- 2008.07.01 제37회 전국소년체육대회 지도 우수 학교 교육감 표창
- 2009.06.19 제38회 전국소년체육대회 지도 우수 학교 교육감 표창
- 2010.08.19 다문화 가정 학생 지원 우수학교 교육감 표창
- 2010.08.27 제39회 전국소년체전 학생지도 유공학교 교육감 표창
- 2010.12.06 정보화현지지원중심장학지도 정보교육우수학교 교육감 표창
- 2011.09.21 나라사랑 태극기 달기 우수교
- 2013.02.11 독서교육 으뜸학교
- 2014.02.12 제10회 졸업(151명 졸업, 총 1,620명 졸업)
- 2015.03.01 28학급 편성(특수학급 편성)
- 2015.03.02 제12회 입학식(122명 입학)

## 참고 자료
- 온양권곡초등학교 - 한국교육학술정보원 학교알리미